# Tatort: Bienzle und der Tod im Teig
Bienzle und der Tod im Teig ist eine Folge der Krimireihe Tatort. Die Erstausstrahlung des vom Südwestrundfunk produzierten Beitrags fand am 2. März 2003 im Ersten Deutschen Fernsehen statt. Es handelt sich um die 525. Episode der Filmreihe sowie die siebzehnte mit dem Stuttgarter Kommissar Ernst Bienzle.

## Handlung
Kommissar Bienzle ist auf dem Rückweg von einer Tagung und macht frühmorgens bei Dorfbäcker Grabosch im Hohenlohekreis im Mainhardter Wald Halt, um sich ein paar frische Brezeln zu kaufen. Da er sein Portemonnaie in der Bäckerei liegen lässt, muss er noch einmal zurück. Als er die Backstube betritt, findet er den Bäckermeister tot, mit dem Kopf im Brotteig.
Da Kommissar Bienzle schon mal vor Ort ist, wird er auch gleich vom LKA beauftragt den Fall zu übernehmen. Der zunächst überfordert scheinende örtliche Polizeibeamte hilft bei der Einrichtung eines provisorischen Büros. Bei seinen ersten Befragungen erfährt er, dass es in der Familie viel Unfrieden gab. Kathrin Grabosch ist zwanzig Jahre jünger als ihr Mann, woraus sich naturgemäß Differenzen ergeben. Auch Graboschs Sohn Mike verstand sich nicht gut mit seinem Vater. Kurz vor seinem Tod hatte der Bäckermeister erfahren, dass seine Frau einen Geliebten hat. So gibt Kathrin Grabosch zu, sich mit ihrem Mann in der Backstube gestritten und sogar mit einer Eisenstange nach ihm geschlagen zu haben. Sie sei daraufhin gegangen und ist sich sicher, dass ihr Mann noch gelebt hätte. Sie beschuldigt ihren Stiefsohn, den ihr Mann angeblich enterben wollte.
Bei seinen Ermittlungen stößt Bienzle auf Unstimmigkeiten zwischen den Kegelbrüdern, zu denen auch der Bäckermeister gehörte. Kurz nacheinander erfolgen Anschläge auch auf die anderen Mitglieder. Als auf Kiesgrubenbesitzer Hannes Riebenschlag geschossen wird, verdächtigt Bienzle den Bauern Andreas Körner, der seinen Pachtvertrag an Riebenschlag abtreten musste und ihm deshalb gedroht hatte. Doch nachdem Alfons Keck von seinem Motorrad geschossen wird und stirbt, passt diese Theorie nicht mehr. Aufgrund einiger Indizien, findet Bienzle die Lösung über die Arzttochter Maruschka Steinborn. Sie ist vor kurzem von den Kegelbrüdern während einer Feier der Gruppe vergewaltigt worden als sie das Catering lieferte. Aus Scham hatte sie außer mit ihrem Vater mit niemandem darüber gesprochen – auch nicht mit ihrem Freund. Der Arzt hatte versucht Anzeige zu erstatten, war damit aber bei der Staatsanwaltschaft nicht durchgekommen, sodass er nun die Sache in die eigenen Hände genommen hatte. Als Clemens Steinborn auch noch auf den Apotheker schießen will, kann er von Bienzle mit Hilfe seines Kollegen gestellt und festgenommen werden. Für ihn ist der Mord an Grabosch damit jedoch nicht gelöst, denn Steinborn erklärt, damit nichts zu tun zu haben, schließlich hätte Grabosch sich als einziger nicht an der Vergewaltigung beteiligt.
Bienzle findet heraus, dass Manfred Grabosch seine Kegelbrüder anzeigen wollte, nachdem er erfahren hatte, dass Hannes Riebenschlag der Geliebte seiner Frau ist. Als Riebenschlag das erfuhr, hatte er Grabosch früh morgens in der Backstube aufgesucht und ihn dort im Brotteig erstickt.
Der Dorfpolizist hat ein Disziplinarverfahren zu erwarten, da er die Ermittlungen behindert hat bzw. die Kegelbrüder sogar zu decken versuchte – weil er selbst in die erlauchte Gruppe eintreten wollte.

## Produktion

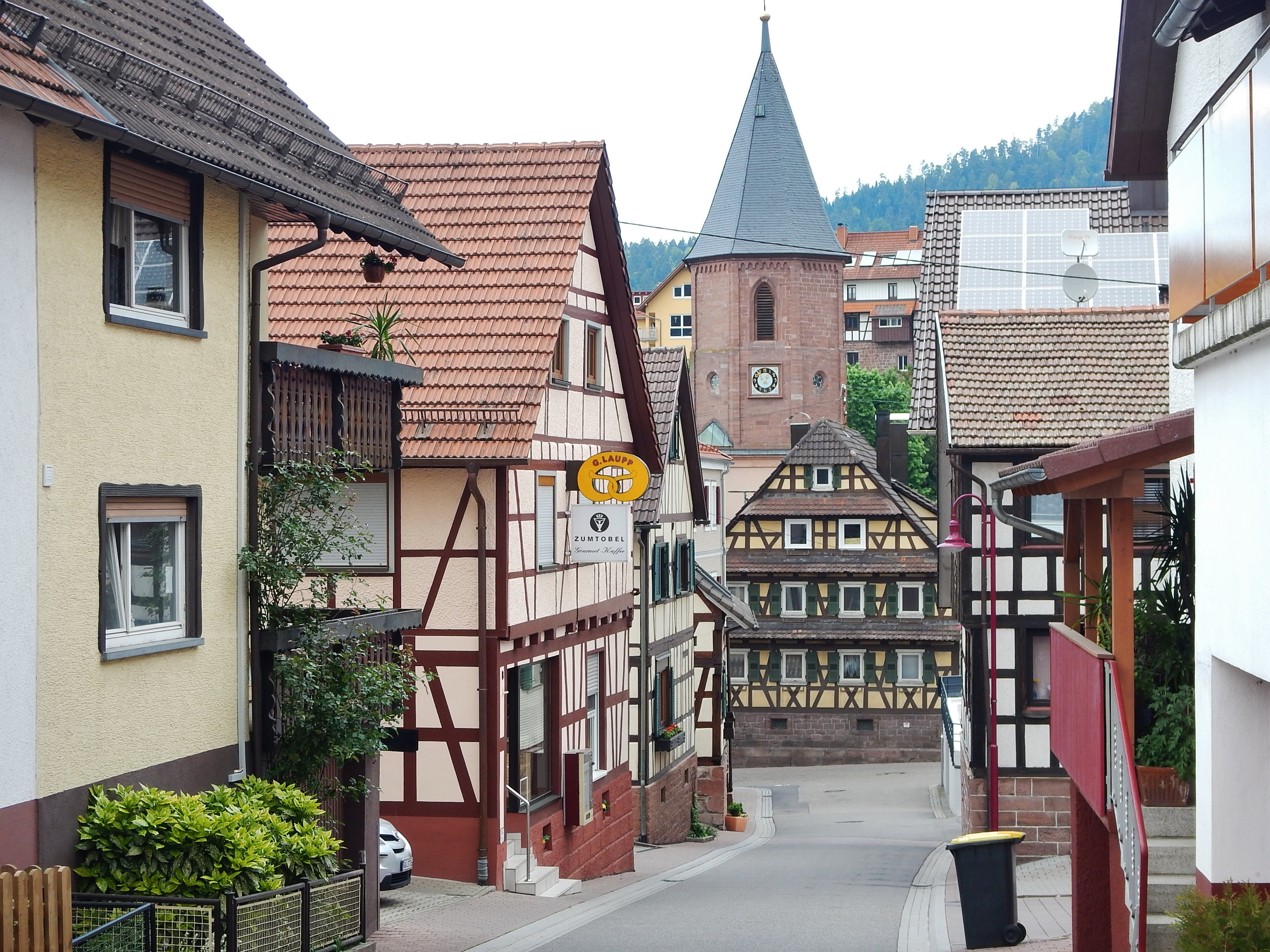
Drehort in Loffenau

Der Film spielt in einem kleinen Dorf im Hohenlohekreis. Die Dreharbeiten zu Bienzle und der Tod im Teig fanden im Mai und Juni 2002 in Stuttgart und schwerpunktmäßig im Schwarzwald, u. a. in Loffenau sowie in Reichental, aber auch in Karlsruhe und Umgebung statt. Die Fahrzeuge im Film tragen das Kennzeichen KÜN für den Hohenlohekreis.
Der damalige baden-württembergische Justizminister Ulrich Goll hat einen kurzen Gastauftritt, begleitet von seinen Mitarbeitern Johannes Schmalzl und Andreas Singer.

## Rezeption

### Einschaltquote
Die Erstausstrahlung am 2. März 2003 konnte 9,65 Millionen Zuschauer (27,1 Prozent Marktanteil) binden. Damit ist Bienzle und der Tod im Teig die erfolgreichste Tatort-Erstausstrahlung des Jahres 2003.

### Kritik
Tilmann P. Gangloff meint bei tittelbach.tv: „‚Tatort‘-Routinier Hartmut Griesmayr erzählt die beiden Geschichten mit viel Gelassenheit, lässt sich aber mitunter etwas zu sehr auf den dörflichen Hintergrund ein. Gerade gegen Ende, wenn sich die Dramatik zuspitzen sollte, mutiert dieser Krimi zum krachenden Bauerntheater. Und wenn sich ausgerechnet Bienzle einen für seine Verhältnisse höchst temperamentvollen Ausbruch leistet, fügt sich Dietz Werner Steck nahtlos in diese Darbietungen ein. Hubys Blicke in die dörflichen Abgründe aber wirken sehr authentisch; und saubere Sippschaften wie die Herren vom Kegelclub gibt es schließlich überall.“
Die Kritiker der Fernsehzeitschrift TV Spielfilm sahen „gemütliche Action in schwäbischer Provinz“ und stellten fest, „Autor Felix Huby liefert tiefe Einblicke in menschliche Abgründe.“